# 野島公園駅

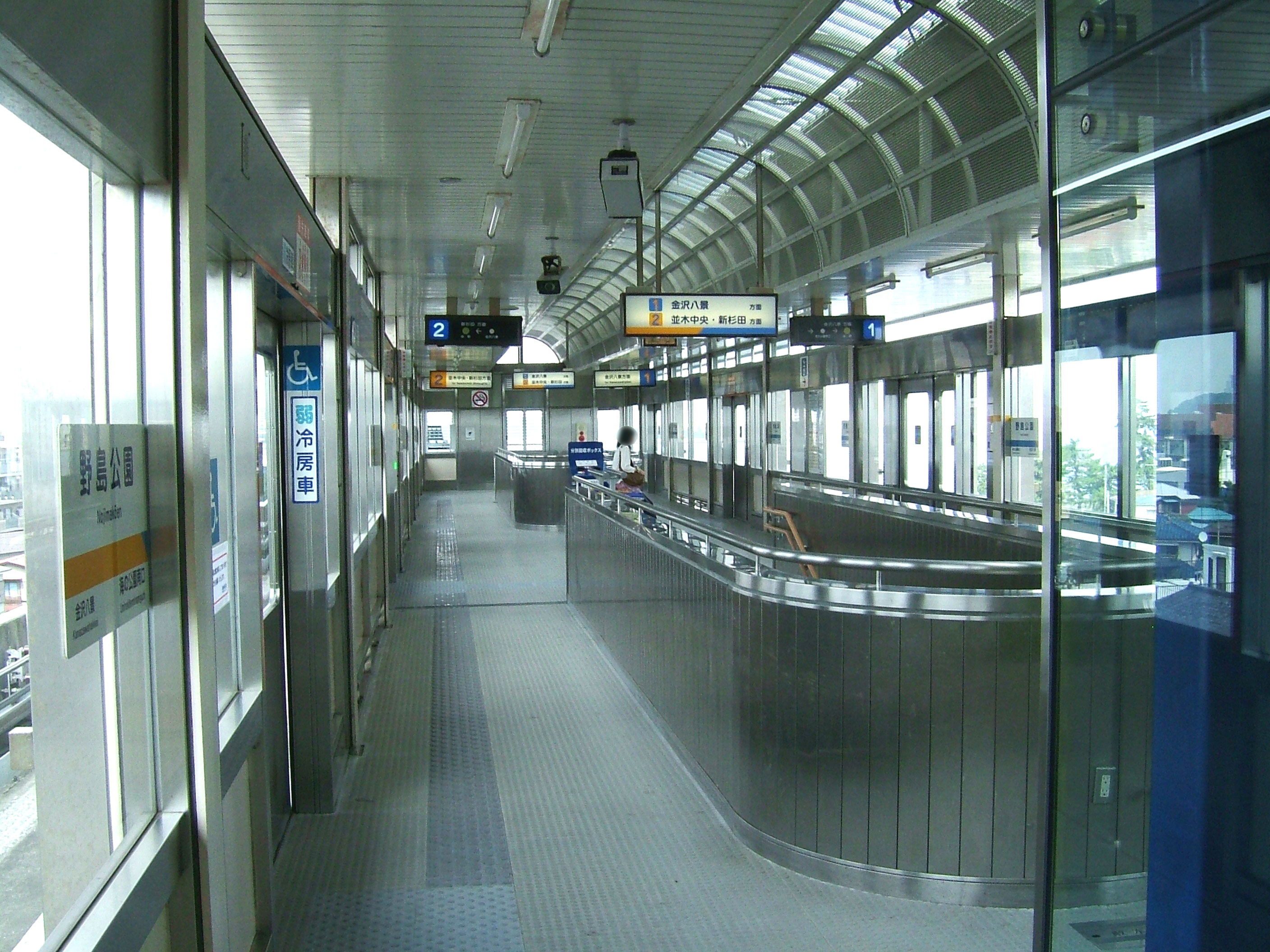
ホーム

野島公園駅（のじまこうえんえき）は、神奈川県横浜市金沢区平潟町にある、横浜シーサイドライン金沢シーサイドラインの駅である。駅番号は13。

## 歴史
- 1989年（平成元年）7月5日 - 開業[1][2]。
- 2005年（平成17年）3月22日 - 自動券売機を更新、供用を開始。

## 駅構造
島式ホーム1面2線を有する高架駅。ホームの下部に駅舎を持つが無人駅。自動券売機と自動改札の設置がある。2008年（平成20年）3月末にホーム - 改札口間のエレベーターが、2009年（平成21年）3月に改札口 - 地上間のエレベーターが設置された。

### のりば
| 番線 | 路線                 | 方向 | 行先                 |
| ---- | -------------------- | ---- | -------------------- |
| 1    | 金沢シーサイドライン | 下り | 金沢八景方面         |
| 2    | 金沢シーサイドライン | 上り | 並木中央・新杉田方面 |

## 利用状況
2022年度の1日平均乗降人数は3,248人（乗車人員：1,644人、降車人員：1,604人）である。
近年の1日平均乗降・乗車人員推移は下記の通り。
| 年度               | 1日平均 乗降人員 | 1日平均 乗車人員 | 出典                |
| ------------------ | ---------------- | ---------------- | ------------------- |
| 1992年（平成04年） |                  | 1,167            |                     |
| 1993年（平成05年） |                  | 1,180            |                     |
| 1994年（平成06年） |                  | 1,144            |                     |
| 1995年（平成07年） |                  | 1,137            | [ 乗降データ 2 ]    |
| 1996年（平成08年） |                  | 1,144            |                     |
| 1997年（平成09年） |                  | 1,140            |                     |
| 1998年（平成10年） |                  | 1,107            | [ 神奈川県統計 1 ]  |
| 1999年（平成11年） |                  | 1,052            | [ 神奈川県統計 2 ]  |
| 2000年（平成12年） |                  | 1,051            | [ 神奈川県統計 2 ]  |
| 2001年（平成13年） |                  | 1,075            | [ 神奈川県統計 3 ]  |
| 2002年（平成14年） |                  | 1,051            | [ 神奈川県統計 4 ]  |
| 2003年（平成15年） |                  | 1,057            | [ 神奈川県統計 5 ]  |
| 2004年（平成16年） |                  | 1,017            | [ 神奈川県統計 6 ]  |
| 2005年（平成17年） |                  | 985              | [ 神奈川県統計 7 ]  |
| 2006年（平成18年） |                  | 1,153            | [ 神奈川県統計 8 ]  |
| 2007年（平成19年） |                  | 1,248            | [ 神奈川県統計 9 ]  |
| 2008年（平成20年） |                  | 1,263            | [ 神奈川県統計 10 ] |
| 2009年（平成21年） | 2,512            | 1,282            | [ 神奈川県統計 11 ] |
| 2010年（平成22年） | 2,526            | 1,290            | [ 神奈川県統計 12 ] |
| 2011年（平成23年） | 2,450            | 1,252            | [ 神奈川県統計 13 ] |
| 2012年（平成24年） | 2,531            | 1,291            | [ 神奈川県統計 14 ] |
| 2013年（平成25年） | 2,578            | 1,318            | [ 神奈川県統計 15 ] |
| 2014年（平成26年） | 2,615            | 1,334            | [ 神奈川県統計 16 ] |
| 2015年（平成27年） | 2,685            | 1,362            | [ 神奈川県統計 17 ] |
| 2016年（平成28年） | 2,699            | 1,378            |                     |
| 2017年（平成29年） | 2,721            | 1,386            |                     |
| 2018年（平成30年） | 2,831            | 1,440            |                     |
| 2019年（令和元年） | 3,094            | 1,570            |                     |
| 2020年（令和02年） | 2,750            | 1,389            |                     |
| 2021年（令和03年） | 2,994            | 1,512            |                     |
| 2022年（令和04年） | 3,248            | 1,644            |                     |

## 駅周辺
海が近い。駅自体は金沢区平潟町に位置し、駅名となっている野島公園は対岸の野島に所在する。
- 野島青少年研修センター
- 済生会若草病院
- 金沢漁港

## バス路線
駅近くの「帰帆橋」または「平潟」が最寄りバス停。京浜急行バスによる運行。発着する路線の詳細は京浜急行バス追浜営業所を参照。
- <文15> 金沢文庫駅行
- <文15> 追浜車庫前

## 隣の駅
横浜シーサイドライン
 金沢シーサイドライン
海の公園南口駅 (12) - 野島公園駅 (13) - 金沢八景駅 (14)